# Apechoneura tricoloripes
Apechoneura tricoloripes är en stekelart som först beskrevs av Alexander Mocsáry 1905.
Apechoneura tricoloripes ingår i släktet Apechoneura och familjen brokparasitsteklar. Inga underarter finns listade i Catalogue of Life.